# Nazionale maschile di pallacanestro della Scozia
La nazionale maschile di pallacanestro della Scozia ha rappresentato la Scozia e partecipato ai tornei internazionali di pallacanestro gestiti dalla FIBA fino al 2016. Era gestita dalla Federazione cestistica della Scozia.

## Storia

### Nazionale scozzese (1948-2005)
Affiliata alla FIBA dal 1947, si è formata dopo l'esperienza delle Olimpiadi di Londra 1948, quando insieme alle selezioni di Inghilterra e Galles, affrontò l'evento olimpico sotto le insegne della Gran Bretagna. Dopo la manifestazione, il team britannico si sciolse e le tre selezioni tornarono a partecipare alle manifestazioni FIBA in modo indipendente. Da allora, niente gloria per il team scozzese, il quale, considerato di "terza fascia", dato lo scarso appeal della pallacanestro nel Paese, e la scarsa considerazione che la pallacanestro britannica detiene a livello internazionale, ha partecipato solamente a due edizioni dei Campionati Europei negli anni '50, e non ha mai partecipato a Mondiali ed Olimpiadi. Ha diverse partecipazione al Campionato europeo FIBA dei piccoli stati in cui è arrivata al terzo posto per quattro volte.

### Nazionale britannica (dal 2005)
Dal 2005, con Inghilterra e Galles, è stato ricostituito il team unificato della nazionale britannica, con l'obiettivo di mettere in campo una squadra competitiva in grado di vincere medaglie ai giochi olimpici estivi Londra 2012. Nella formazione che ha disputato i giochi erano presenti due giocatori scozzesi: Robert Archibald e Kieron Achara.

Nonostante ciò, la nazionale maggiore ha continuato la sua attività partecipando al Campionato europeo FIBA dei piccoli stati fino al 2014. Nel 2016 la federazione ha ritirato l'affiliazione alla FIBA lasciando spazio alla federazione britannica.

## Piazzamenti
- 1951: 16º
- 1957: 15º

- 1996: 5º
- 2000:  3º
- 2002:  3º
- 2004:  3º

- 2008:  3º
- 2010: 6º
- 2012: 6º
- 2014: 3º

## Formazioni

### Campionati europei
Campionato europeo maschile di pallacanestro 19513 Wright, 4 Fisher, 5 Henriksen, 6 Campbell, 7 Ross, 8 Hutchison, 9 Bell, 10 Smail, 11 McTear, 12 Dunn, 13 Dirk, 14 Gray,        All. John Fisher
Campionato europeo maschile di pallacanestro 19574 Chalmers, 5 Johnston, 6 Bell, 7 McTear, 8 Dixon, 10 Dunn, 11 Litster, 12 Flockhart, 13 McCrae, 14 Robinson, 15 Hagart, 17 Deans,        All. John Fischer

### Campionati europei dei piccoli stati
Campionato europeo FIBA dei piccoli stati 20124 Glass, 5 Railley, 7 Thomas, 8 Russell, 9 Huffor, 10 Campbell, 11 Murray, 12 Johnston, 13 Collins, 14 Walmsley, 15 Mackay,        All. Thomas Campbell
Campionato europeo FIBA dei piccoli stati 20144 Glass, 5 Lodge, 6 Bennett, 7 Costello, 8 Reilly, 9 Bunyan, 10 Dover, 11 Nicol, 12 Cleary, 13 Collins, 14 Flockhart, 15 Adorian,        All. Iain MacLean

### Giochi del Commonwealth
Pallacanestro ai XXI Giochi del Commonwealth - Torneo maschile0 Vigor, 6 Jimenez, 7 Malcolm, 8 Burroughs, 9 Bunyan, 10 Low, 11 Murray, 12 Nealon-Lino, 13 Collins, 14 Cleary, 15 Fraser, 20 Achara,        All. Rob Beveridge

## Nazionali giovanili
- Selezioni giovanili della nazionale di pallacanestro della Scozia